# 알제리 리그 프로페시오넬 1
알제리 리그 프로페시오넬 1(프랑스어: Algerian Ligue Professionnelle 1, 아랍어: الرابطة الجزائرية المحترفة الأولى لكرة القدم)은 알제리의 최상위 축구 리그이다.

## 같이 보기
- 알제리컵
- 알제리 슈퍼컵
- 알제리 리그컵